# ژان پلگری
ژان پلگری (به فرانسوی: Jean Pélégri) شاعر و رمان‌نویس قرن بیستم میلادی اهل فرانسه بود.